# Hymenochaete contiformis
Hymenochaete contiformis är en svampart som beskrevs av G. Cunn. 1957. Hymenochaete contiformis ingår i släktet Hymenochaete och familjen Hymenochaetaceae.   Inga underarter finns listade i Catalogue of Life.